# عبدالله المخینی
عبدالله المخینی (عربی: عبدالله ثويني المخيني؛ زادهٔ ۶ نوامبر ۱۹۸۶) بازیکن فوتبال اهل عمان بود.
از باشگاه‌هایی که در آن بازی کرده‌است می‌توان به باشگاه فوتبال صور و باشگاه السویق اشاره کرد.
وی همچنین در تیم ملی فوتبال عمان بازی کرده‌است.